# James McHenry
James McHenry (Ballymena, 16 de noviembre de 1753-Baltimore, 3 de mayo de 1816) fue un cirujano militar y político estadounidense de origen escocés-irlandés. Fue delegado al Congreso de la Confederación y al Convención de Filadelfia y firmante de la Constitución de los Estados Unidos por Maryland. Posteriormente fue el tercer Secretario de Guerra de los Estados Unidos (1796-1800), bajo los presidentes George Washington y John Adams.

## Biografía

### Primeros años
Nació en una familia escocesa-irlandesa en Ballymena, condado de Antrim (Irlanda del Norte), en 1753. Fue educado en Dublín y en 1771 se trasladó a Filadelfia. Su familia lo acompañó un año después. A su llegada, vivió con un amigo de la familia antes de decidir terminar su educación preparatoria en la Academia Newark. Posteriormente se convirtió en aprendiz de Benjamin Rush y se convirtió en médico.

### Guerra de independencia
Se desempeñó como cirujano experto y dedicado durante la Guerra de Independencia de los Estados Unidos. El 10 de agosto de 1776, con 23 años, fue nombrado cirujano del 5.° Batallón de Pensilvania, con base en Fort Washington (Manhattan). Fue tomado prisionero en noviembre de ese año, cuando el fuerte fue tomado por William Howe.
Lo dejaron en libertad condicional en enero de 1777 y fue completamente liberado en marzo de 1778. Habiendo impresionado lo suficiente a George Washington, fue nombrado secretario del comandante en jefe del Ejército Continental en mayo de 1779. Estuvo presente en la batalla de Monmouth. En agosto de 1780 fue trasladado al personal del mayor general Marqués de La Fayette, donde permaneció hasta que se retiró del ejército en 1781.
El Segundo Congreso Continental le otorgó el grado de comandante el 30 de octubre de 1780.

### Carrera política
Fue elegido por la legislatura para el Senado de Maryland el 17 de septiembre de 1781 y como delegado al Congreso de la Confederación por la legislatura de Maryland el 2 de diciembre de 1784. Después de una campaña polémica, fue elegido para la Cámara de Delegados de Maryland el 10 de octubre de 1788. Dos años más tarde se retiró de la vida pública y pasó un año participando activamente en negocios mercantiles. El 15 de noviembre de 1791 aceptó un segundo mandato en el Senado de Maryland, ocupando una banca por cinco años.
Fue uno de los tres médicos (los otros dos fueron Hugh Williamson y James McClurg) que participaron en la Convención de Filadelfia que sancionó la Constitución de los Estados Unidos. Firmó el documento el 17 de septiembre de 1787 y al año siguiente votó a favor de su ratificación por el estado de Maryland.
Washington tuvo dificultades considerables con su segundo mandato presidencial, ya que sus oficiales de gabinete, Alexander Hamilton y el general Henry Knox, renunciaron. Además, tuvo una vacante después de designar a Timothy Pickering como Secretario de Estado. Después de que otros declinaran, en enero de 1976 fue elegido por Washington para ocupar el cargo de Secretario de Guerra de los Estados Unidos. Permaneció en el gabinete de John Adams cuando se convirtió en presidente un año después.
Bajo la administración Washington, aconsejó al comité del Senado contra la reducción de las fuerzas militares. Jugó un papel decisivo en la reorganización del Ejército de los Estados Unidos en cuatro regimientos de infantería, una tropa de dragones y una batería de artillería. Se le atribuye el establecimiento del Departamento de la Armada de los Estados Unidos, sobre la base de su recomendación de que el «Departamento de Guerra debería contar con la asistencia de un comisionado de marina», el 8 de marzo de 1798.
Durante la administración Adams, se mantuvo en el cargo (junto a otros miembros del gabinete de Washington), aunque públicamente no estaba de acuerdo con Adams sobre su política exterior, particularmente con respecto a Francia. McHenry atribuyó los problemas de Adams como jefe ejecutivo a las largas y frecuentes ausencias del presidente en la capital, dejando los asuntos en manos de los secretarios, quienes tenían la responsabilidad sin el poder de conducirlo adecuadamente.
Presentó su renuncia al presidente Adams el 6 de mayo de 1800, entrando en vigencia el 1 de junio cuando fue reemplazado por Samuel Dexter. Durante las elecciones presidenciales de 1800, incitó a Hamilton a lanzar su acusación contra el presidente, cuestionando la lealtad y el patriotismo de Adams, provocando disputas públicas sobre los principales candidatos y, finalmente, allanando el camino para que Thomas Jefferson sea elegido presidente.

### Años posteriores
En 1792, había comprado un campo de 38 hectáreas en Baltimore y lo llamó Fayetteville en honor a su amigo, el marqués de Lafayette. Pasó sus años restantes allí. Durante ese tiempo, se comunicó de forma frecuente mediante correspondencia con sus amigos y asociados, en particular Timothy Pickering y Benjamin Tallmadge, con quienes mantuvo los ideales federalistas e intercambió el progreso de la guerra de 1812.
En enero de 1786 fue elegido miembro de la American Philosophical Society. En 1813 fue elegido presidente de la Sociedad Bíblica de Baltimore, y en 1815, miembro de la American Antiquarian Society.
Un ataque de parálisis en 1814 lo dejó con un dolor severo y una pérdida completa del uso de sus piernas. Falleció dos años después.

## Homenajes
El Fuerte McHenry de Baltimore, construido en 1798, lleva su nombre. Durante la guerra anglo-estadounidense de 1812, fue sitio de la batalla de Baltimore en 1814. Francis Scott Key contempló el bombardeo del puerto y la posterior retirada de la flota británica, presenciando luego en primera persona el izado de la bandera estadounidense en el fuerte, lo que más tarde le llevó a escribir The Star-Spangled Banner, que se convirtió en el himno nacional de los Estados Unidos en 1931.
Una calle en Madison (Wisconsin) y una comunidad en Maryland también fueron nombrados en su honor.